# Xanthorhoe iolanthe
Xanthorhoe iolanthe är en fjärilsart som beskrevs av Hudson 1979. Xanthorhoe iolanthe ingår i släktet Xanthorhoe och familjen mätare. Inga underarter finns listade i Catalogue of Life.